# Bogotà Challenger 1988
Il Bogotà Challenger 1988 è stato un torneo di tennis facente parte della categoria ATP Challenger Series nell'ambito dell'ATP Challenger Series 1988. Il torneo si è giocato a Bogotà in Colombia dal 5 all'11 dicembre 1988 su campi in terra rossa.

## Vincitori

### Singolare
Gustavo Giussani ha battuto in finale  Christian Miniussi con il punteggio di 7–6, 5–7, 6–4

### Doppio
Fabian Blengino /  Gustavo Giussani hanno battuto in finale  Guillermo Minutella /  Gerardo Mirad con il punteggio di 6–4, 1–6, 7–6